# 루디멘털
루디멘털(Rudimental)은 잉글랜드의 음악 그룹이다.